# Brachyscome smithwhitei
Brachyscome smithwhitei là một loài thực vật có hoa trong họ Cúc. Loài này được P.S.Short & Watan. mô tả khoa học đầu tiên năm 1993.